# Белия зъб 2: Митът за белия вълк
Белия зъб 2: Митът за белия вълк е американски драматичен игрален филм, продължение на филма от 1991 Белия зъб. Режисурата е на Кен Оулин, а участват Скот Беърстоу, Алфред Молина и Джефри Люис.

## Сюжет
Сюжетът на филма няма нищо общо с повестта на Джек Лондон Белия зъб. Главните герои са златотърсача Хенри Кейси неговия питомен вълк – Белия зъб. Те се преобръщат със своя сал и губят цялото си злато и Хенри е спасен от едно от местните момичета – Лили, племенницата на вожда на едно индианско племе Моузес, на която е предопределено да открие митичния бял вълк, който ще открие стадата елени, когато те изчезнат от земята на племето. Белия зъб изчезва. Хенри се влюбва в нея и тя го представя на племето като митичното създание, което векове наред са търсили, само защото е видяла Белия зъб да потъва и да излиза Хенри. Тя смята, че вълкът се е преобразил в човек. Но скоро открива, че характера на Хенри не съвпада с този на митичния бял вълк. Те се залавят да търсят Белия зъб, който би трябвало да бъде вълка. По това време елените съвсем изчезнали, а племето е манипулирано от злия отец Лилънд Дръри. По една щастлива случайност кучето се появило точно пред Хенри. Вземайки със себе си Питър, синът на вожда Моузес, те тръгнали в гората и след дълго пътуване стигнали до мястото, където били елените. Оказало се, че отец Лилънд нарочно е запушил пътя на животните, от които зависи живота на племето, за да може да добива злато в този регион. Племето е доволно и Хенри Кейси се венчава със своята възлюбена. Белия зъб остава да живее с любимата си – вълчица, живееща в планината, и двамата скоро родили кучило.

## В ролите
- Скот Беърстоу – Хенри Кейси
- Чърмейн Крейг – Лили Джоузеф
- Ал Харингтън – Моузес Джоузеф
- Антъни Рюививар – Питър
- Виктория Расимоу – Катрин
- Алфред Молина – отец Лилънд Дръри
- Пол Кър – Адам Хейл
- Джефри Люис – Хийт

## Други имена
- САЩ: White Fang 2: Myth Of The White Wolf
- Русия: Белый клык 2: Легенда о белом волке
- Германия: Wolfsblut 2 – Das Geheimnis des weißen Wolfes
- Италия: La leggenda di Zanna Bianca
- Испания: Vuelve Colmillo Blanco
- Португалия: Presas Brancas: A Lenda do Lobo Branco
- Швеция: Varghunden 2 – myten om den vita vargen

## Интересни факти
- Филмът е сниман в две държави – САЩ (в щата Колорадо) и в Канада (територия Британска Колумбия).
- Главният герой не бил изигран от вълк, а от пет различни кучета.